# Jordan Trail

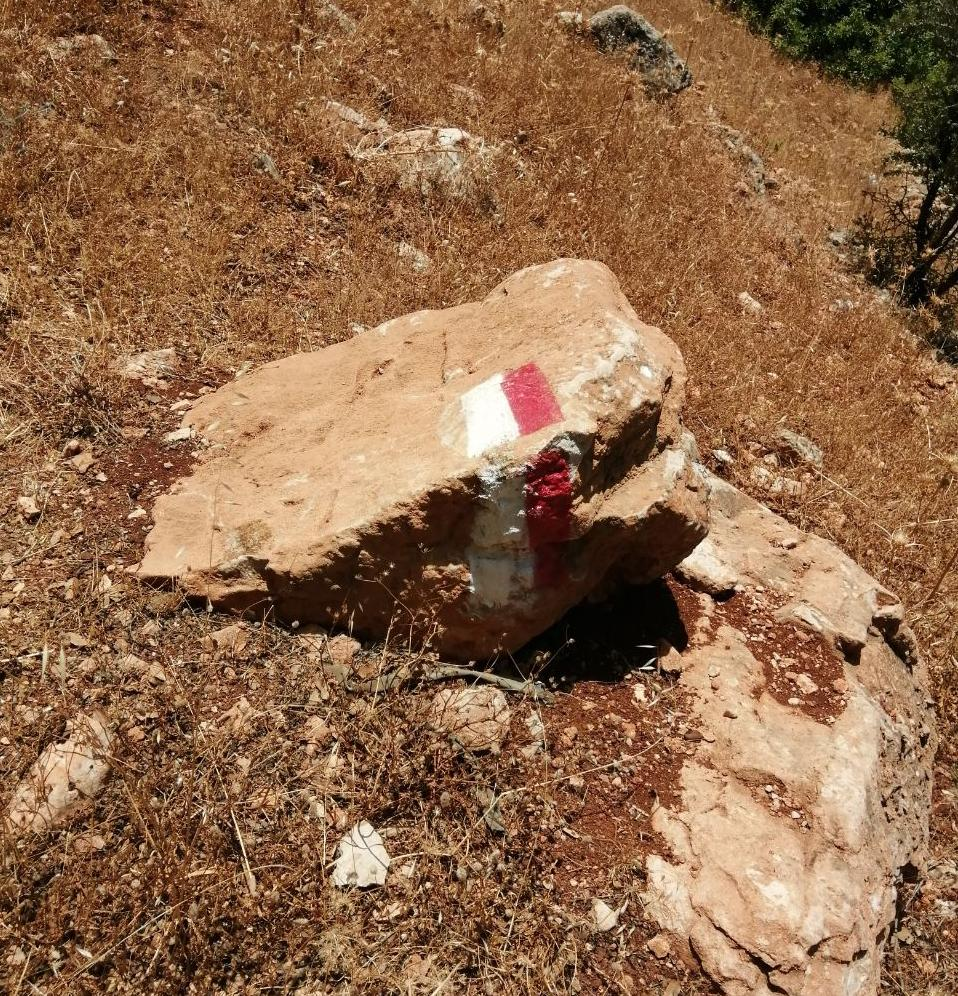

De Jordan Trail (Arabisch: درب الأردن) is een langeafstandswandelpad in Jordanië. Het bewegwijzerde pad is 650 kilometer lang en loopt van Umm Qais naar Aqaba. Het pad met 8 etappes werd in 2015 gecreëerd door de Jordan Trail Association. De route loopt langs Petra, Wadi Rum, Jerash en de Dode Zee.